# 邓台·琼斯
邓台·拉瓦尔·琼斯（英語：Dahntay Lavall Jones，1980年12月27日—），美国NBA联盟职业篮球运动员。他在2003年的NBA选秀中第1轮第20顺位被波士顿凯尔特人选中。